# Museu da Ciência (Londres)
O Museu da Ciência (em inglês:  Science Museum) é um dos três principais museus em Exhibition Road, South Kensington, Londres. Foi fundado em 1857 e é hoje um das principais atrações turísticas da cidade, com mais de 950 mil visitantes anuais (em dados de 2021), sendo o nono museu mais visitado do Reino Unido.
À semelhança de outros museus nacionais com financiamento público no Reino Unido, o Science Museum não cobra entradas para visitação. Exibições temporárias, entretanto, podem ter uma taxa de entrada. Ele é parte do Science Museum Group, tendo se fundido ao Museum of Science and Industry, de Manchester, em 2012.

## Origem e História
Um museu foi fundado em 1857 por Bennet Woodcroft a partir do acervo do Royal Society of Arts e itens excedentes da Grande Exposição como parte do South Kensington Museum, em conjunto com o que é hoje o Victoria and Albert Museum. Ele incluia uma coleção de máquinas que deu origem ao Museum of Patents em 1858, e ao Patent Office Museum em 1863. Esta coleção continha muitas das mais famosas exposições do que hoje é o Science Museum. Em 1883, o conteúdo do Patent Office Museum foi transferido para o South Kensington Museum. Em 1885, o Science Collections foi renomeado para Science Museum, e em 1893 um diretor independente foi nomeado. As coleções de arte foram renomeadas para Art Museum, que eventualmente tornaram-se o Victoria and Albert Museum.
Quando a Rainha Victoria lançou a pedra fundamental de um novo edifício para o museu de arte, estipulou que o museu fosse renomeado após ela e seu falecido marido Príncipe Albert. Isto foi inicialmente aplicado a todo o museu, mas quando esse novo prédio finalmente foi aberto dez anos depois, o título ficou restrito às coleções de arte, sendo as coleções de ciências separadas desta. Em 26 de junho de 1909, o Science Museum, como uma entidade independente, surgiu. O prédio do museu, projetado por Sir Richard Allison, foi aberto ao público em estágios no período entre 1919–28. Este edifídio ficou conhecido como East Block (Bloco Leste), cuja construção teve início em 1913 e foi temporáriamente interrompida pela Primeira Guerra Mundial. Como o nome sugere, ele se destinava a ser a primeira construção de um projeto muito maior, que nunca foi realizado. No entanto, os edifícios do museu foram ampliados ao longo dos anos seguintes; o Bloco Central foi concluído em 1961-63, o preenchimento do Bloco Leste e a construção do Lower & Upper Wellcome Galleries, em 1980, e a construção da Ala Wellcome (Wellcome Wing), em 2000, resultando que o Museu agora se estende até Queen's Gate.

### Volume do Centenário:Ciência para a Nação
A Palgrave Macmillan, principal editora acadêmica do Reino Unido, publicou a história oficial do centenário do Science Museum em 14 de abril de 2010, sendo a primeira história completa do Museu desde 1957. Intitulada Science for the Nation: Perspectives on the History of the Science Museum, trata-se de uma série de visões individuais da equipe do Museu e de historiadores acadêmicos externos a respeito de diferentes aspectos da trajetória do Science Museum. Embora não seja uma história cronológica no sentido convencional, os primeiros cinco capítulos cobrem a história do museu desde as primeiras coleções, na década de 1860, até a abertura da Ala Wellcome, nos anos 2000. Os oito capítulos restantes cobrem uma variedade de temas relativos ao desenvolvimento do Museu.

## Coleções

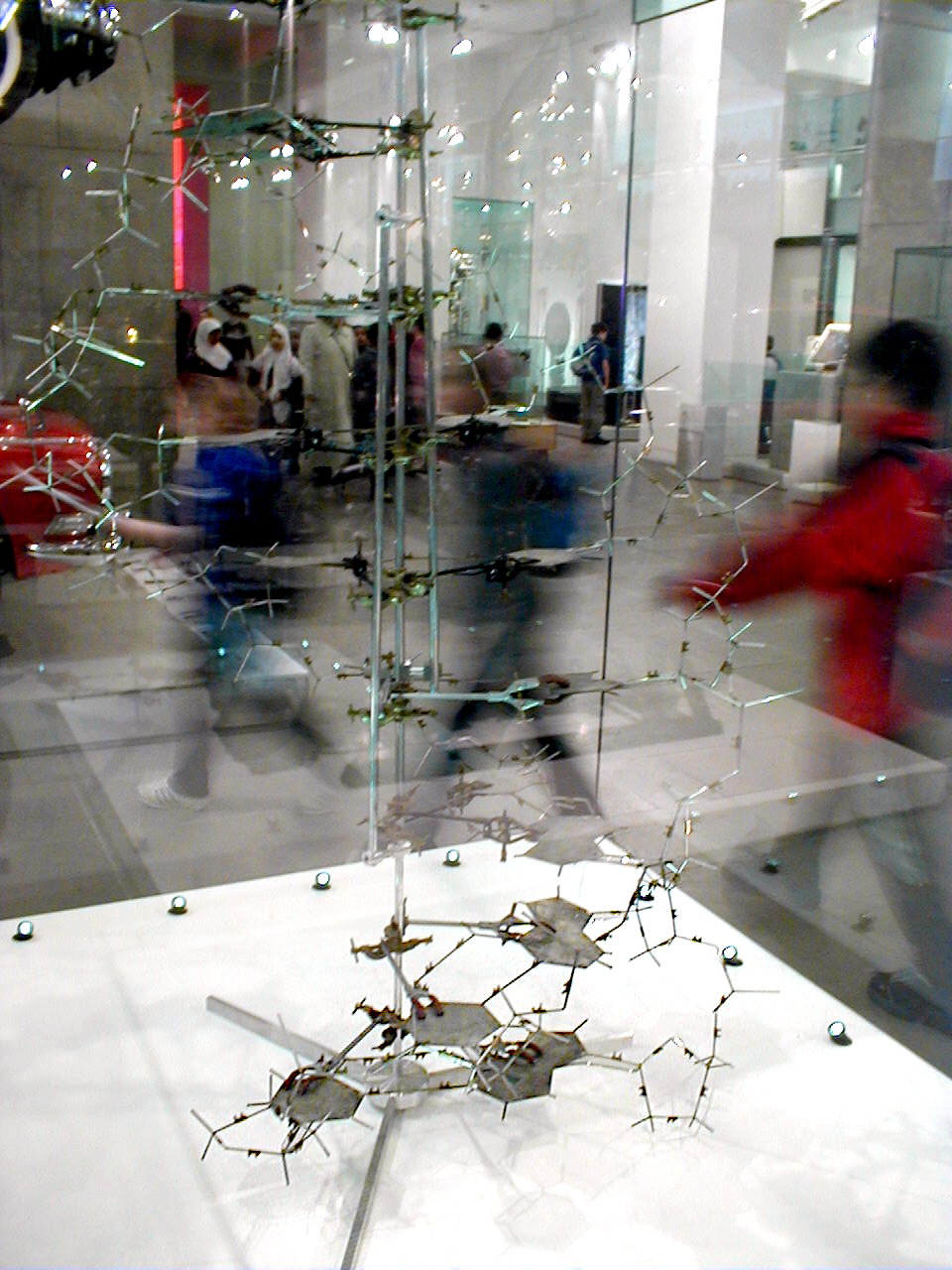
Réplica do modelo de DNA construído por Francis Crick e James D. Watson em 1953

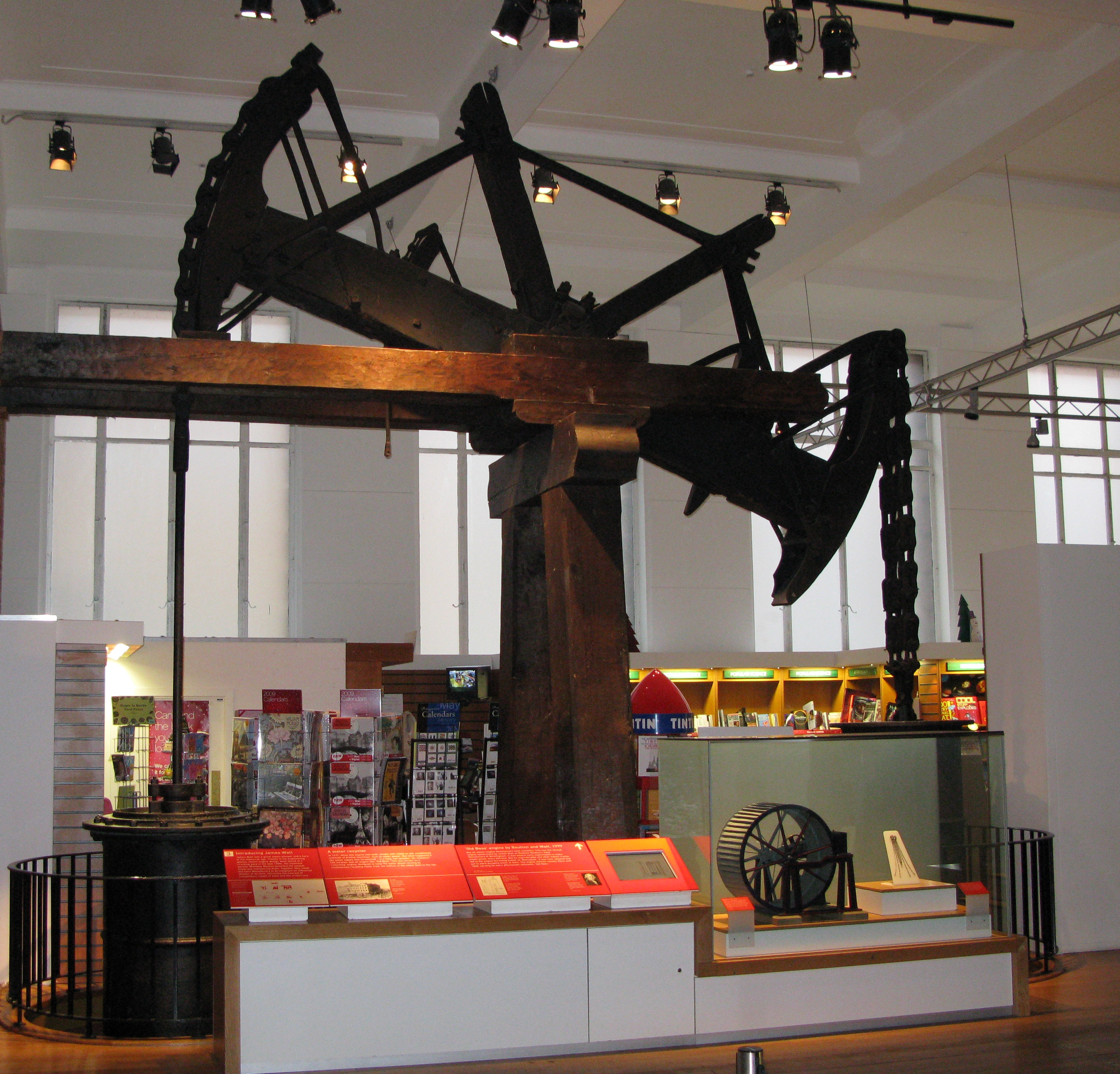
Old Bess, o mais antigo motor estacionário existente, feito por James Watt em 1777.

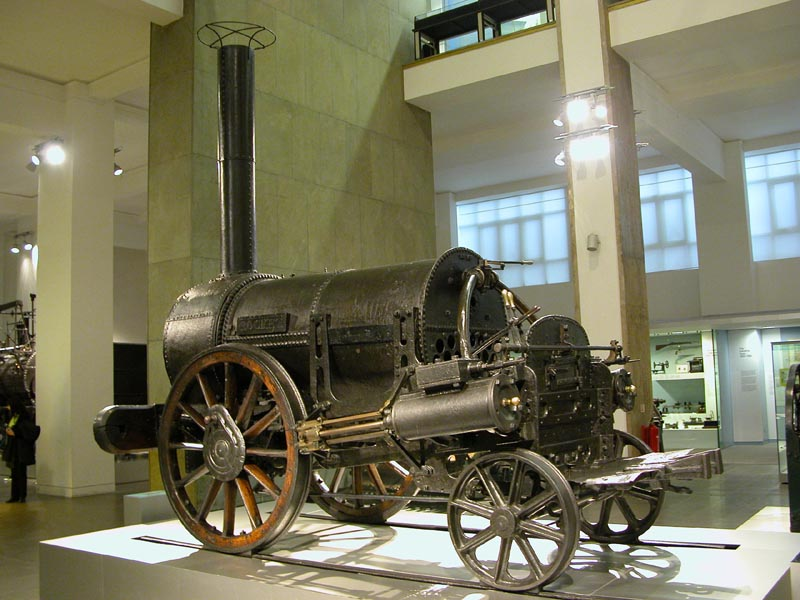
Locomotiva Rocket, de George Stephenson

Os objetos que não estão em exibição em um dos cinco museus do Science Museum Group geralmente são armazenados no National Collections Center, próximo a Swindon. O material de biblioteca e arquivo também é armazenado ali.
O Science Museum detém uma coleção de mais de 350,000 itens, incluíndo vários bastante famosos como a locomotiva Rocket, de George Stephenson, a locomotiva Puffing Billy, de William Hedley, Jonathan Forster e Timothy Hackworth, o primeiro motor a jato, uma reconstrução do modelo de DNA de Francis Crick e James Watson, alguns dos primeiros motores a vapor remanescentes, um exemplo de trabalho da máquina diferencial de Charles Babbage, o primeiro protótipo do relógio long now, o relógio de dez mil anos, e documentação da primeira máquina de escrever. Contém ainda centenas de exposições interativas. A adição recente de um cinema IMAX 3D apresentando documentários sobre ciência e natureza, a maioria deles em 3D, e a Ala Wellcome com foco em tecnologia digital. O acesso às coleções, biblioteca e arquivos é feito mediante agendamento através do Dana Research Center and Library, localizado em Queens Gate, South Kensington. Os objetos das coleções do Science Museum Group estão disponíveis para visualização online no site da instituição.
O Museu abriga alguns dos muitos objetos coletados por Henry Wellcome sobre temas médicos. O quarto andar exibe a chamada "Glimpses of Medical History" (Vislumbre sobre a história médica), com reconstruções e dioramas da história da prática da medicina. A galeria do quinto andar é chamada "Science and the Art of Medicine" (Ciência e a Arte da Medicina), com exibição de instrumentos médicos e práticas dos dias ancestrais e de muitos países. A coleção é forte em clínica médica, biociências e saúde pública. O Science Museum é membro da the London Museums of Health & Medicine.
Possui uma biblioteca dedicada, que até a década de 1960 era a Britain's National Library for Science, Medicine and Technology. Possui exemplares de periódicos, livros e manuscritos iniciais, e é usado por acadêmicos do mundo todo. Por muitos anos atual junto a biblioteca do Imperial College, mas em 2007 a biblioteca foi dividida em dois locais. História das ciências e biografias de cientistas são mantidos no Imperial College, em Londres. O restante da coleção, que inclui trabalhos científicos originais e arquivos agora estão localizados em Wroughton, Wiltshire. A coleção médica do Science Museum possui alcance e cobertura global. a nova Wellcome Wing, com seu foco em Biociências, fez do Museu um centro líder mundial para a apresentação da ciência contemporânea ao grande público.
Alguns dos 170.000 itens que não estão em exibição atualmente são armazenados em Blythe House, West Kensington. Blythe House também possui instalações, incluíndo um laboratório de conservação, um estúdio fotográfico, e uma área de quarentena onde os itens recém-chegados são examinados.

## Dana Centre
O Dana Research Centre and Library abriga os serviços de Biblioteca e Arquivo do Museu em Londres, além do departamento de Pesquisa e História Pública. Uma coleção de mais de meio milhão de itens também é armazenada em um local em Wroughton, perto da cidade de Swindon. Os pesquisadores podem efetuar consultas por marcação prévia apenas às sextas, das 10 às 17 horas (horário local). Pequenas quantidades de material também podem ser encomendadas para consulta no prédio do Instituto em Londres, localizado em Queen's Gate.

## Science Night
O Science Museum também organiza as chamadas "Science Night". Até 380 crianças com idades entre 8 e 11, acompanhadas por adultos, são convidadas a passar uma noite se divertindo em atividades com bases cientifícas e, em seguida, dormir nas galerias do museu, entre as exposições. Na parte da manhã, elas são acordadas para o café da manhã e mais ciência, assistindo a um filme IMAX antes do final do evento.

## Edifícios
O Museu da Ciência é composto por dois edifícios – o edifício principal e a Ala Welcome (Welcome Wing). Os visitantes entram no edifício principal por Exhibition Road, enquanto a Welcome é acessada caminhando pelas galerias The Energy Hall, Exploring Space e, em sequência, pela galeria Making the Modern World, no nível do térreo.

### Galerias

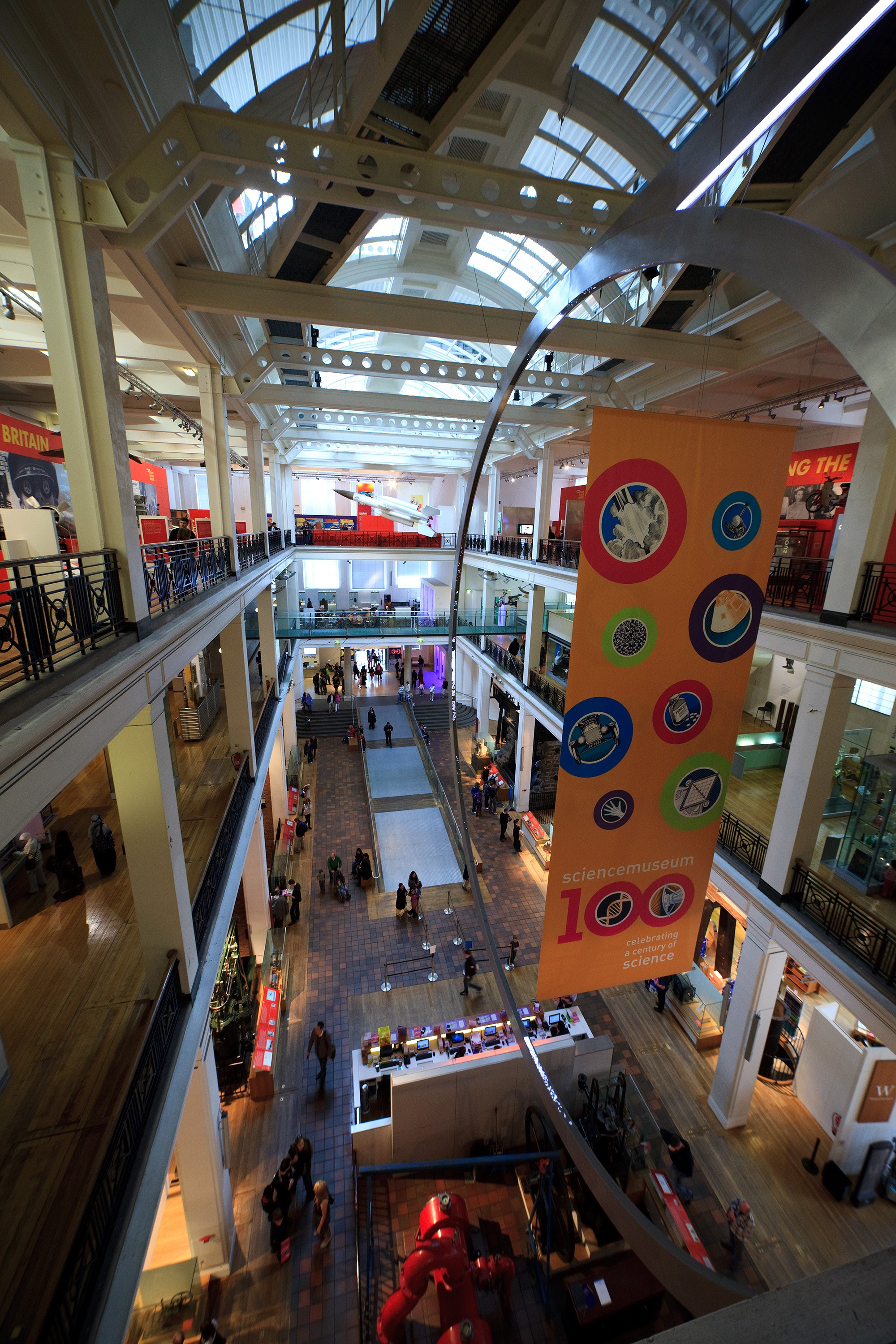
The Energy Hall(A Sala da Energia), localizada no Piso Térreo

### Edifício Principal – Nível 0

#### The Energy Hall
The Energy Hall (A Sala da Energia) é a primeira área que a maioria dos visitantes vê ao entrar no prédio principal. Localizada no piso térreo, a galeria contém uma variedade de motores a vapor, incluindo o mais antigo motor estacionário de James Watt ainda sobrevivente, chamada Old Bess, que juntos contam a história da revolução industrial britânica .
Também está em exibição uma mostra chamada Heathfield Hall, uma recriação da oficina de James Watt em sua casa, usando mais de 8.300 objetos removidos da residÊncia do engenheiro quando esta foi demolida em 1927, sendo que o local havia sido selado após a morte dele em 1819.

#### Exploring Space
Exploring Space (Explorando o Espaço) é uma galeria histórica, repleta de foguetes e exposições que contam a história da exploração espacial e os benefícios que ela trouxe à humanidade (particularmente no mundo das telecomunicações).

#### Making the Modern World

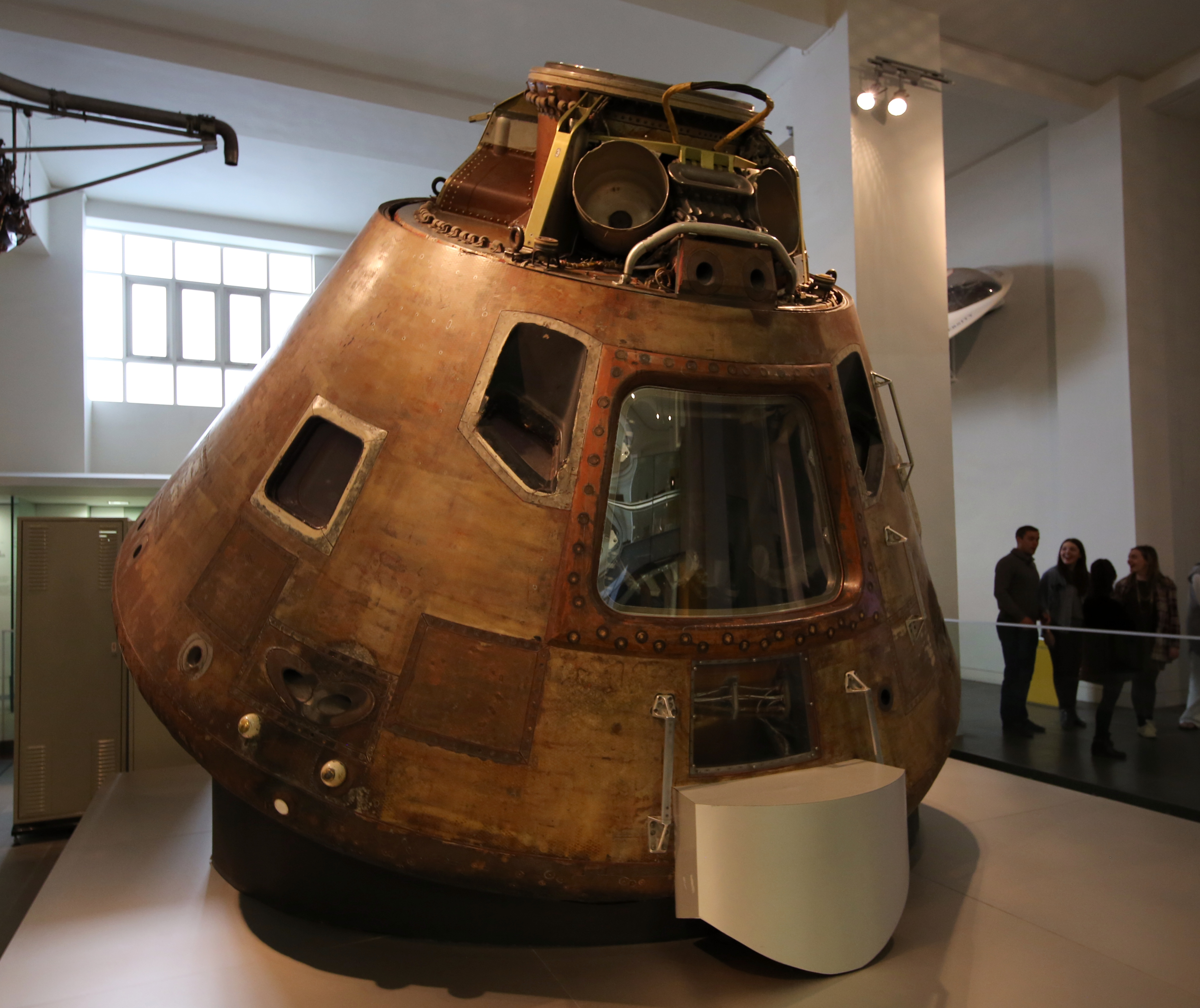
O Módulo de Comando Charlie Brown, da Apollo 10, que orbitou a Lua 31 vezes em 1969, é exibido na Modern World Gallery

Making the Modern World (Fazendo o mundo moderno) possui alguns dos objetos mais notáveis do Museu, incluindo a Puffing Billy, a mais antiga locomotiva a vapor sobrevivente, a dupla hélice de Francis Crick e o módulo de comando da missão Apollo 10, que são exibidos ao longo de uma linha do tempo que narra as conquistas tecnológicas do homem.
A histórica locomotiva Rocket costumava ser exibida nesta galeria. Após uma curta turnê pelo Reino Unido, desde 2019 a Rocket está em exposição permanente no National Railway Museum, em York.

### Edifício Principal – Piso menos 1

#### The Secret Life of the Home
The Secret Life of the Home (A Vida Secreta do Lar) mostra o desenvolvimento de eletrodoméstico]s, principalmente a partir do final do século XIX e início do século XX, embora alguns sejam anteriores.

### Edifício Principal - Nível 1

#### Medicine: The Wellcome Galleries
Medicine: The Wellcome Galleries (Medicina:As Galerias Welcome) é uma exposição médica de cinco galerias que abrange desde a história antiga até os tempos modernos, com mais de 3.000 exposições e obras de arte especialmente encomendadas. Muitos dos objetos expostos vêm da coleção "Wellcome", iniciada por Henry Wellcome. Uma das obras expostas é uma grande escultura de bronze do modelo canadense Rick Genest, o "Zombie Boy", intitulada Self-Conscious Gene, e feita pelo artista Marc Quinn. Genest ficou famoso por ter tatuagens por todo seu corpo, imitando a forma de um esqueleto. As galerias ocupam todo o primeiro andar do Museu, e foram inauguradas em 16 de novembro de 2019.

### Edifício Principal - Nível 2

#### The Clockmakers Museum
The Clockmakers Museum (O Museu dos Relojoeiros) é o mais antigo museu de relógios do mundo, originalmente montado pela Worshipful Company of Clockmakers, no Guildhall, em Londres.

#### Science City 1550 – 1800: The Linbury Gallery
The Science City 1550 – 1800: The Linbury Gallery (Cidade da Ciência 1550 – 1800: A Galeria Linbury) mostra como Londres cresceu e se tornou um centro global de negócios, comércio e investigação científica.

#### Mathematics: The Winton Gallery
The Mathematics: The Winton Gallery (Matemática: A Galeria Winton) examina o papel que os matemáticos tiveram na construção do nosso mundo moderno. Na área de acesso à galeria (escada C) está um exemplo de funcionamento do motor Difference No.2, de Charles Babbage. Este foi construído pelo Science Museum e sua parte principal concluída em 1991, para comemorar 200 anos de nascimento de Babbage.

#### Information Age

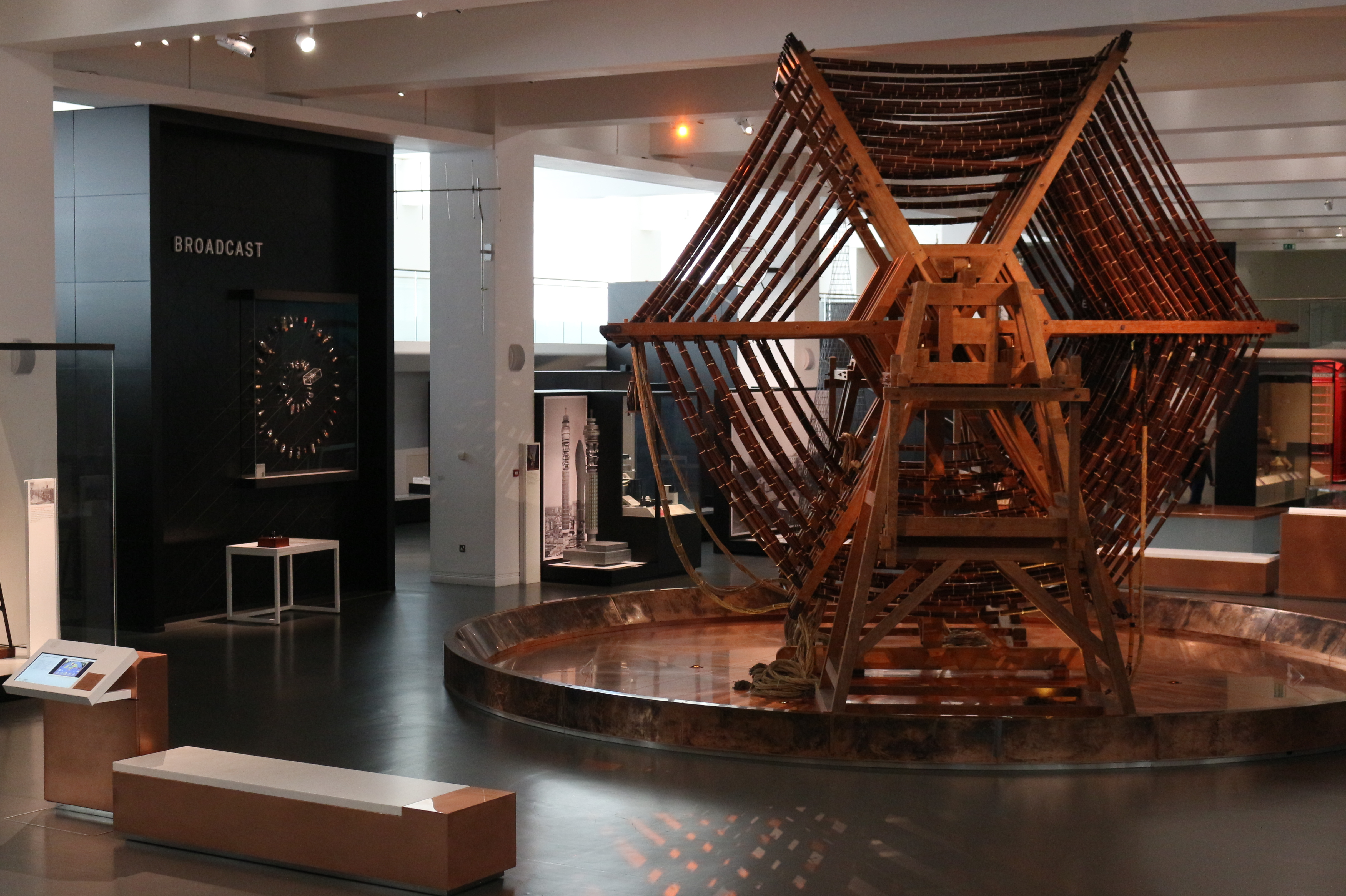
Galeria Information Age (Era da Informação)

Information Age (Era da Informação) traz exposições que cobrem o desenvolvimento das comunicações e da computação nos últimos dois séculos. Explora as seis redes que transformaram as comunicações globais, através das seções The Cable, The Telephone Exchange, Broadcast, The Constellation, The Cell e The Web/ Foi inaugurada em 24 de outubro de 2014 pela Rainha Elizabeth II, que enviou seu primeiro tweet à partir dali.

### Edifício Principal - Nível 3

#### Wonderlab: The Equinor Gallery
A galeria interativa Wonderlab: The Equinor Gallery (Wonderlab: A Galeria Equinor), anteriormente chamada Launch Pad, é uma das mais populares do Museu. Possui "explicadores" que demonstram como as exposições funcionam, realizam experimentos ao vivo e realizam shows para escolas e o público visitante em geral.

#### Flight
Flight (Voar) mapeia o desenvolvimento do voo no Século XX. Ali estão vários aviões e helicópteros de tamanho normal, incluindo o Vickers Vimy, um bombardeiro pesado britânico da Primeira Guerra Mundial, caças Spitfire e Hurricane, bem como vários motores aeronáuticos e a seção transversal de um Boeing 747. Essa galeria foi inaugurada em 1963 e reformada na década de 1990.

### Ala Wellcome

#### Tomorrow's World(Nível 0)
Tomorrow's World (Mundo de Amanhã) hospeda histórias científicas atuais e exposições gratuitas, incluindo::
- Our Future Planet: Can Carbon Capture help us fight climate change? (Nosso Planeta do Futuro: A Captura de Carbono pode nos ajudar a combater as mudanças climáticas?)[21]
- Mission to Mercury: Bepi Columbo (Missão a Mercúrio: BepiColombo)[22]

#### IMAX: The Ronson Theatre(Entrada do Nível 0)
IMAX: The Ronson Theatre exibe filmes educativos (alguns em 3D) e eventos ao vivo.

#### Who Am I?(Nível 1)
Who Am I? (Quem sou eu?) é uma galeria onde o visitante pode explorar a ciência de quem eles são através de objetos intrigantes, obras de arte provocantes e exposições interativas.

#### Atmosphere Gallery (Nível 2)
Atmosphere gallery (Galeria Atmosfera) explora a ciência do clima.

#### Engineer your Future (Nível 3)
Engineer your Future (Projete seu Futuro) explora se você tem as habilidades de resolução de problemas e trabalho em equipe necessárias para obter sucesso em uma carreira em engenharia.

## Eventos

### Astronights
O Science Museum organiza as "Astronights" (Astronoites), "extravagâncias noturnas com um toque científico", um evento destinado ao público infantil. Até 380 crianças de 8 a 11 anos, acompanhadas por adultos, são convidadas a passar uma noite realizando divertidas atividades "científicas" e depois dormir nas galerias do Museu, entre as exposições. De manhã, eles são acordados com café da manhã e mais ciência, assistindo a um show antes do final do evento.

### Lates
Na noite da última quarta-feira de cada mês (exceto dezembro), o Museu organiza a Lates (Atrasados) uma noite só para adultos com até 30 eventos, de palestras a discotecas silenciosas. Anteriormente, o evento já contou com conversas com a atriz e ativista Lily Cole, e com a exposição interativa Biorevolutions, com o Francis Crick Institute, que atraiu cerca de 7.000 pessoas, a maioria com menos de 35 anos.

### Cancelamento da palestra de James D. Watson
Em outubro de 2007, o Science Museum cancelou uma palestra do co-descobridor da estrutura do DNA, James Watson, depois de falas de cunho racistas por parte do cientista, que alegava que resultados de testes de QI mostrariam que os negros teriam menos inteligência do que os brancos. A decisão foi criticada por inumeros cientistas, incluindo Richard Dawkins, e apoiada por alguns outros, como Steven Rose.

## Antigas Galerias
O museu passou por muitas mudanças em sua história, com galerias mais antigas sendo substituídas por novas.

### The Children's Gallery(A Galeria das Crianças) - 1931-1995
Localizado no subsolo, foi substituído por uma área para menores de cinco anos chamada The Garden.

### Agriculture(Agricultura) - 1951-2017
Localizada no primeiro andar, olhava para a história e o futuro da agricultura no Século XX. Apresentava dioramas de modelos e exibições de objetos. Foi substituída, em 2019, por Medicine: The Wellcome Galleries.

### Shipping(Frota) - 1963-2012
Abrigando a coleção marítima do Museu, essa galeria estava cheia de pequenos tesouros. Modelos de barcos e navios de todo o mundo disputavam espaço com uma coleção impressionante que acompanhava a evolução da engenharia naval na Grã-Bretanha. Localizado no segundo andar, seu conteúdo foi digitalizado em 3D e disponibilizado online. Foi substituído pela Information Age.

### Land Transport(Transporte Terrestre) - 1967-1996

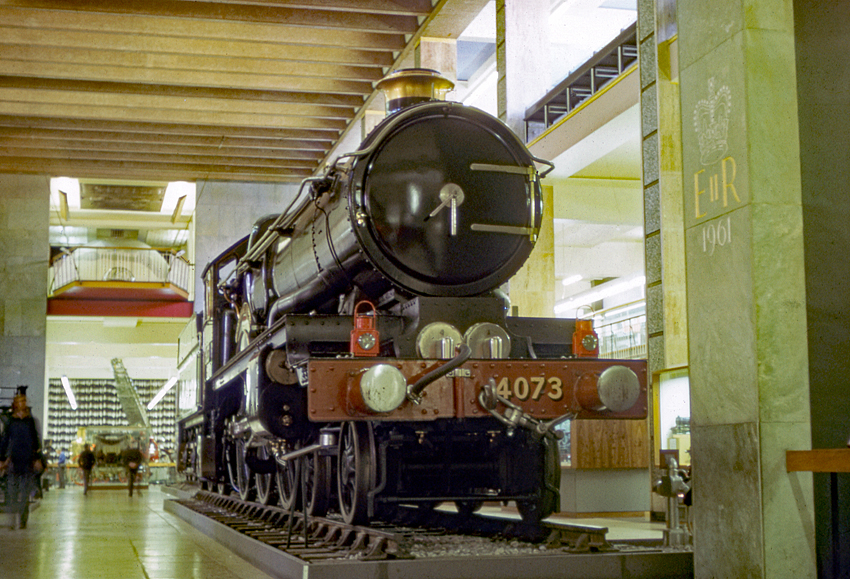
Locomotiva modelo Caerphilly Castle 4073 na galeria Land Transport

Situada no andar térreo, exibia veículos e objetos associados ao transporte terrestre, incluindo ferroviário e rodoviário. Foi substituída pela galeria Making the Modern World em 2000.

### Glimpses of Medical History(Vislumbres da história médica) - 1981-2015
Localizada no quarto andar, continha reconstruções e dioramas da história da medicina. Não foi substituída, mas incluída em Medicine: The Wellcome Galleries, aberta no primeiro andar do Museu em novembro de 2019.

### Science and the Art of Medicine(A ciência e a arte da medicina) - 1981-2015
Localizada no quinto andar, apresentava exposições de instrumentos e práticas médicas de tempos antigos e de vários países. Não foi substituída, mas incluída em Medicine: The Wellcome Galleries.

### Launchpad(Plataforma de lançamento) - 1986-2015
Originalmente inaugurada no térreo, em 1989 mudou-se para o primeiro andar substituindo Textiles. Então, em 2000, migrou para o porão da recém-construída Ala Wellcome. Em 2007, foi para sua localização definitiva no terceiro andar, substituindo a George III Gallery. Foi substituída por Wonderlab em 2016.

### Challenge of Materials(Desafio de Materiais) - 1997-2019
Localizada no primeiro andar, explorou a diversidade e propriedades dos materiais. Foi projetada por WilkinsonEyre e contou com uma exposição chamada Materials House, por Thomas Heatherwick.

### Cosmos and Culture(Cosmos e Cultura) - 2009-2017
Localizada no primeiro andar, apresentava objetos astronômicos mostrando o estudo do céu noturno. Foi substituída por Medicine: The Wellcome Galleries.

## Localização
O Museu é adjacente ao Natural History Museum, ligando-se a este por um corredor público, que encontra-se fechado. A mais próxima estação de Metrô é a de South Kensington.
Na parte da frente do Museu para o leste está a Exhibition Road. Imediatamente ao sul está Museum Lane e o Natural History Museum. Para a parte de trás está Queen's Gate e ao norte o Imperial College.

## Remodelação
O Science Museum passou por uma série de reformas, como parte de uma visão para atualizar o museu. O East Hall foi finalizado e a loja do museu renovada e reinaugurada em Outubro de 2005. Uma nova galeria, Information Age (Era da Informação), está prevista para ser aberta em 2014. Como parte deste projeto, as antigas galerias Shipping, localizadas no segundo andar, foram fechadas em 15 de maio de 2012.

## Ambiente
O Museu se juntou ao projeto 10:10 em 2009 em uma tentativa de reduzir suas emissões de carbono. Um ano depois foi anunciada uma redução destas emissões (de acordo com os critérios do projeto) em 17%.

## Diretores do Science Museum

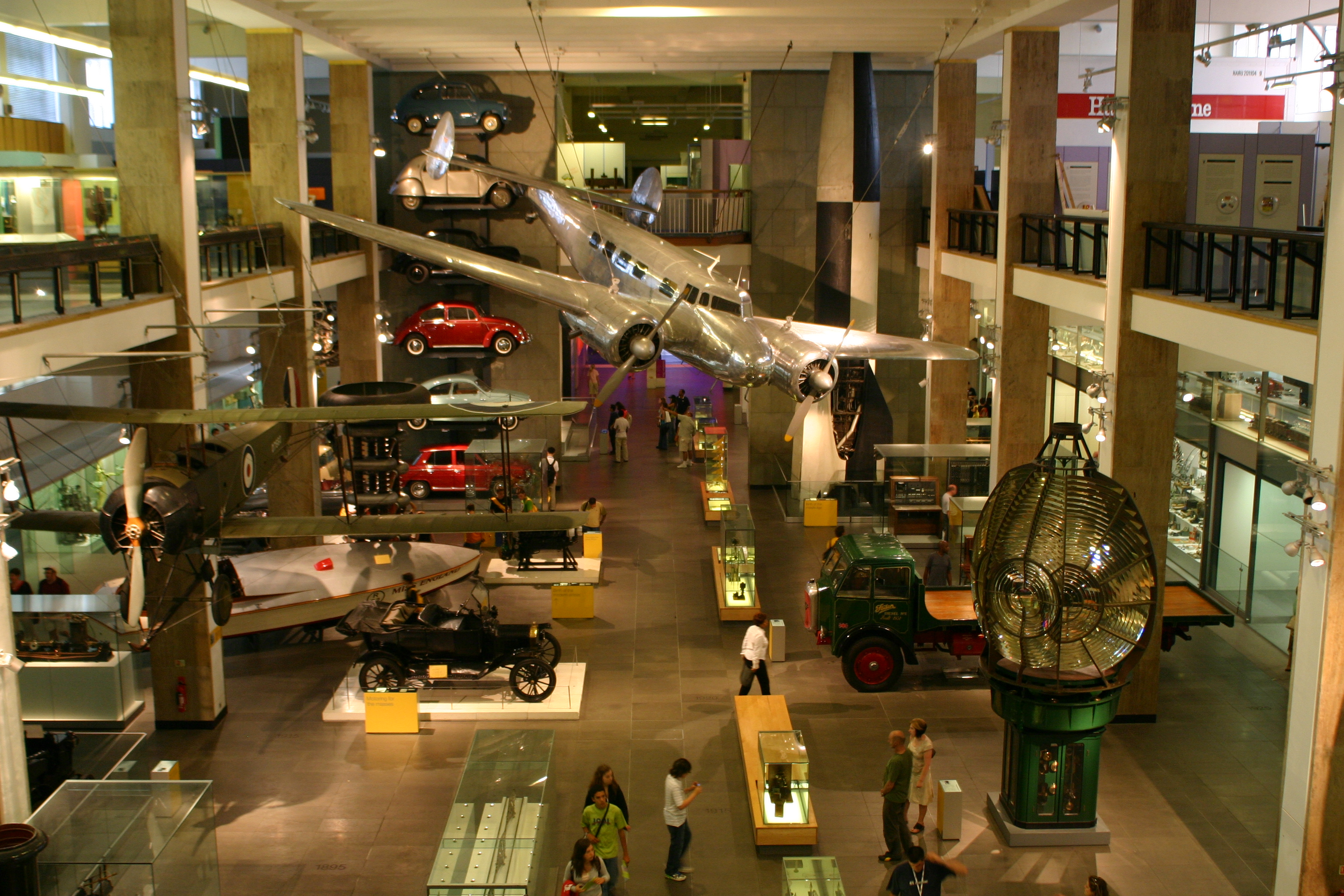
Galeria Making the Modern World vista do alto

Os diretores do South Kensington Museum foram:
- Henry Cole CB (1857–1873)
- Sir Philip Cunliffe-Owen KCB KCMG CIE (1873–1893)

Os diretores do Science Museum:
- Major-General Edward R. Festing CB FRS (1893–1904)
- William I. Last (1904–1911)
- Sir Francis Grant Ogilvie CB (1911–1920)
- Coronel Sir Henry Lyons FRS (1920–1934)
- Coronel E. E. B. Mackintosh DSO (1933–1945)
- Dr. Herman Shaw (1945–1950)
- Dr. F. Sherwood Taylor (1950–1956)
- Sir Terence Morrison-Scott DSc FMA (1956–1960)
- Sir David Follett FMA (1960–1973)
- Dama Margaret Weston DBE FMA (1973–1986)
- Sir Neil Cossons OBE FSA FMA (1986–2000)
- Dra. Lindsay Sharp (2000–2002)

A seguir, foram Chefes/Diretores do Museu, não incluindo seus museus satélites:
- Jon Tucker[40] (2002–2007, Head)
- Prof. Chris Rapley CBE (2007–2010)

Foram diretores do National Museum of Science and Industry, (desde abril de 2012 renomeado Science Museum Group) que supervisiona o Science Museum e outros museus relacionados, desde 2002:
- Dra. Lindsay Sharp (2002–2005)
- Jon Tucker (2005–2006, Acting Director)
- Prof. Martin Earwicker FREng (2006–2009)
- Molly Jackson (2009)
- Andrew Scott CBE (2009–2010)
- Ian Blatchford (2010–)